# 곽지태
곽지태(郭之泰)는 고려 후기의 문신이다. 본관은 청주(淸州)이다. 벼슬은 판도정랑(版圖正郞)을 역임하였다.
아버지는 공역서령(供驛署令) 곽린(郭麟)이다. 1292년(충렬왕 18) 아버지 곽린(郭麟)이 일본에 사신으로 갔다가 일본이 여몽연합군의 일본 정벌에 원한을 품고 사신 일행을 모두 억류한 채 돌려보내지 않아서 일본에서 죽었는데, 나이 70세가 넘어서까지 아버지를 슬퍼하고 사모하는 마음이 더욱 심해져서 벼슬을 좋아하지 않았다.
곽지태의 아들 곽충수(郭忠秀)는 강개(慷慨)하여 의지와 기개가 있었으며, 대간(臺諫)에 올라 역임하며 명성과 공적이 있었고, 벼슬이 통헌대부(通憲大夫)에 이르렀다. 일찍이 청주(淸州)의 추동에 정자를 짓고 이름 짓기를 영모정(永慕亭)이라 하였는데, 조부를 그리워하며 붙인 것이다.